# Заслуженный работник избирательной системы Российской Федерации
«Заслуженный работник избирательной системы Российской Федерации» — государственная награда (почётное звание) Российской Федерации, учреждённое Указом Президента Российской Федерации от 10.05.2024 № 322 "Об установлении почетного звания "Заслуженный работник избирательной системы Российской Федерации".

## Основания для присвоения
Почетное звание «Заслуженный работник избирательной системы Российской Федерации» присваивается членам Центральной избирательной комиссии Российской Федерации и избирательных комиссий с правом решающего голоса, а также высокопрофессиональным работникам аппаратов избирательных комиссий и работникам учреждений и организаций, созданных для обеспечения деятельности избирательных комиссий, за личные заслуги:
- В подготовке и проведении выборов, референдумов в Российской Федерации;
- В обеспечении и защите избирательных прав и права на участие в референдуме граждан Российской Федерации;
- В развитии избирательной системы в Российской Федерации и обеспечении полномочий избирательных комиссий , комиссий референдума;
- В повышении правовой культуры избирателей и иных участников избирательного процесса;
- В достижении иных значимых результатов профессиональной деятельности

Почетное звание «Заслуженный работник избирательной системы Российской Федерации» присваивается, как правило, участвовавшим в подготовке и проведении выборов, референдумов в Российской Федерации на регулярной основе членам избирательных комиссий с правом решающего голоса, работающим на постоянной (штатной) основе не менее 10 лет в календарном исчислении, членам избирательных комиссий с правом решающего голоса , работающим не на постоянной (штатной) основе не менее 15 лет в календарном исчислении, работникам аппаратов избирательных комиссий, работникам учреждений и организаций, созданных для обеспечения деятельности избирательных комиссий, работающим не менее 15 лет в календарном исчислении, при наличии у представляемого к награде лица поощрений Центральной избирательной комиссии Российской Федерации, избирательных комиссий субъектов Российской Федерации либо наград (поощрений) федеральных Федеральных органов государственной власти, иных государственных органов или органов государственной власти субъектов Российской Федерации.